# Les aventures del Matti i el Sami
Les aventures del Matti i el Sami (títol original en alemany, Matti und Sami und die drei größten Fehler des Universums) és una pel·lícula infantil de 2018 dirigida per Stefan Westerwelle i basada en la novel·la homònima de Salah Naoura. S'ha doblat al català.
Els llocs de rodatge van ser Hamburg (Alemanya) i Kokkola (Finlàndia). Tommi Korpela, l'actor que interpreta el pare Sulo, va aprendre alemany específicament per a aquest paper.
Va rebre el premi a la millor pel·lícula pel Jurat Infantil del Festival de Cinema de la Ciutat de Luxemburg de 2019.